# Fracciones de un segundo
Fracciones de un segundo es el cuarto álbum de la banda murciana Second. Fue publicado por DRO Atlantic y producido por Carlos Jean.
Se presentaó el 19 de enero de 2009 en el Fnac de Murcia, y al día siguiente se puso a la venta en toda España.
El primer sencillo del disco fue Palabras, y contó con un videoclip dirigido por Jaume de Laiguana, artista que también diseñó la portada del disco.
Otros temas destacados son Ricón exquisito o Más suerte.
Se considera por muchos expertos de la música de estos murcianos que fue el disco que les lanzó a su fama tras la canción "Invisible" del disco anterior.
El día 15 DE NOVIEMBRE de 2019 vio la luz la reedición del disco celebrando los 10 años del lanzamiento del disco, incluye temas que han marcado un antes y un después en su carrera, dándole un aire más fresco, incluyendo además material extra. La portada fue diseñada por Marc Bello

## Temas
1. Rincón Exquisito
2. Palabras
3. Rodamos
4. Conocerte
5. Nuevos Secretos
6. Todas Las Cosas
7. En El Viaje
8. Dicen
9. Para Bien O Para Mal
10. A las 10
11. Más Suerte
12. Cómo sería

- Datos: Q5561761